# Сухие листопадные леса Южного Декана
Сухие листопадные леса Южного Декана — экорегион сухих тропических широколиственных лесов, произрастающих в южной части плоскогорья Декан на территории Индии, пересекает территории штатов Карнатака и Тамилнад. На западе, вдоль предгорий Западных Гат, сухие тропические леса переходят во влажные тропические, на востоке — в колючие кустарники. В геологическом прошлом экорегион находился на территории суперконтинента Гондвана, что обусловило наличие общих биологических черт с Африкой и Мадагаскаром. Несмотря на невысокое биоразнообразие и уровень эндемизма, экорегион важен как местообитание некоторых видов крупных позвоночных.

## Климат
Климат экорегиона сухой тропический. Сухость климата обусловлена влиянием высоких Западных Гат, которые препятствуют поступлению влаги с юго-западным муссоном, осадков выпадает всего 900—1500 мм в год.

## Растительность
Эти леса имеют трёхуровневую структуру: 15-25-метровый полог леса, 10-15-метровый высокий подлесок и 3-5-метровый низкий подлесок. Густые зрелые леса богаты лианами. В отличие от других переменно-влажных лесов Индии, в сухих лесах Декана тик (Tectona grandis) не столь заметен. Основными лесообразующими породами являются Boswellia serrata, Anogeissus latifolia, Acacia catechu, Terminalia tomentosa, Terminalia paniculata, Terminalia belirica, Chloroxylon swietenia, Albizzia amara, Cassia fistula, Hardwickia binata, Dalbergia latifolia, Sterospermum personatum, Pterocarpus marsupium, Diospyros montana, и Shorea talura. Наиболее ценная древесная порода — Сантал белый (Santalum album) — практически вырублена.

## Фауна
Несмотря на относительно низкие эндемизм и биоразнообразие региона, экорегион предоставляет местообитание значительным популяциям крупных позвоночных, численность которых в их ареалах угрожающе падает из-за сокращения мест обитания и охоты.

### Млекопитающие
Лесная фауна млекопитающих включает в себя 75 видов, в том числе находящуюся на грани исчезновения летучую мышь Latidens salimalii семейства Крылановые, которая за пределами региона почти не встречается. Под угрозой находятся азиатский слон, красный волк, губач, четырёхрогая антилопа, гаур, большехвостая гигантская белка. Крупнейшая в Индии популяция слонов, ареал которой простирается от горного массива Нилгири до Восточных Гат насчитывает более 6 тыс. особей. Вторая по важности популяция слонов обитает вдоль горного хребта Анаймалай и холмов Неллиампати.

### Птицы
Фауна птиц представлена 260 видами, два из них близки к эндемичным.
Эндемичные и близкие к ним виды птиц
| Семейство   | Вид                            | Научное название        |
| ----------- | ------------------------------ | ----------------------- |
| Тимелиевые  | Серолобая дроздовая тимелия    | Turdoides subrufus      |
| Бюльбюлевые | Желтогорлый настоящий бюльбюль | Pycnonotus xantholaemus |